# Coracina striata
Coracina striata là một loài chim trong họ Campephagidae.
Loài chim này được tìm thấy ở nam Thái Lan, Malaysia, Indonesia, Brunei và Philippines. Môi trường sống tự nhiên của chúng bao gồm rừng ngập mặn, rừng khô, rừng đầm lầy và rừng thứ sinh. Bộ lông khác nhau giữa các phân loài, với số lượng sọc ở bụng khác nhau. Liên minh Bảo tồn Thiên nhiên Quốc tế (IUCN) đã đánh giá nó loài ít quan tâm.

## Phân loại
Pieter Boddaert đã cho loài này tên khoa học Corvus striatus năm 1783, trong một bảng minh họa của Edme-Louis Daubenton về Histoire Naturelle. Loài này bị xem nhầm  là một loài quạ từ New Guinea. Sau đó nó được đặt trong các chi Graucalus và Artamides cho đến khi Coracina được chấp nhận rộng rãi vào khoảng đầu thập niên 1940. Danh sách chim thế giới IOC nhận biết 14 phân loài còn tồn tại: Coracina s. sumatrensis, C. s. simalurensis, C. s. babiensis, C. s. kannegieteri, C. s. enganensis, C. s. bungurensis, C. s. vordemani, C. s. difficilis, C. s. striata, C. s. mindorensis, C. s. panayensis, C. s. boholensis, C. s. kochii và C. s. guillemardi. C. s. cebuensis, trước đây được tìm thấy tại Cebu, đã tuyệt chủng. Phường chèo Andaman (Coracina dobsoni) đôi khi được coi là một phân loài. Sổ tay chim thế giới (Handbook of the Birds of the World) coi panayensis là một loài riêng biệt.